# Seongnae-dong
Seongnae-dong là một dong, phường Gangdong-gu ở Seoul, Hàn Quốc.